# Елена (реактор)
АТЭС Елена — необслуживаемая атомная термоэлектрическая станция малой мощности. Теплофикационная мощность установки — около 3 МВт, а электрическая — порядка 100 кВт.
Этого достаточно, чтобы обеспечить основные энергетические потребности небольшого посёлка, способ генерации — термоэлектрический, что способствует повышенной надёжности и пожаробезопасности (ток короткого замыкания термоэлектрического генератора превышает номинальный не более чем в 2 раза). Низкий КПД (около 3%) компенсируется возможностью использовать вырабатываемое тепло для обогрева.
Реактор не нуждается в обслуживании — присутствие персонала необходимо лишь при монтаже (демонтаже), запуске и выводе реактора на номинальную мощность. Весь ресурс реактора (25-30 лет) ограничивается одной загрузкой топлива в активную зону. С 1997 года демонстрационный прототип «Елены» уже успешно работает в Институте атомной энергии («Курчатовский институт»).
В собранном виде «Елена» представляет собою цилиндр диаметром 4,5 и высотой 15 метров. Масса установки — 168 тонн. Установка разбирается на блоки массой не более 20 тонн. Размещение — подземное или подводное, в герметичном боксе.